# Фаэдо-Вальтеллино
Фаэ́до-Вальтелли́но (итал. Faedo Valtellino) — коммуна в Италии, в провинции Сондрио области Ломбардия.
Население составляет 539 человек (2008 г.), плотность населения составляет 135 чел./км². Занимает площадь 4 км². Почтовый индекс — 23020. Телефонный код — 0342.
Покровителем населённого пункта считается святой Карл, празднование 4 ноября.